# Sanagasta (departement)
Sanagasta is een departement in de Argentijnse provincie La Rioja. Het departement (Spaans:  departamento) heeft een oppervlakte van 1.711 km² en telt 2.165 inwoners.

## Plaatsen in departement Sanagasta
- Alta Gracia
- Huaco
- Villa Bustos
- Villa Sanagasta